# Kontratenor

Český pěvecký virtuóz, sopránový kontratenorista a tenor s italskými kořeny Pavel Rudolf Plasche

Kontratenor (countertenor) je odborné označení pro vysoký mužský hlas zpívající technikou, která je některými kontratenory pokládána i za falzet (hlavový tón). 
Protože se lidský hlas rozděluje na dva typy (mužský a ženský) a každá kategorie ještě dále dle jednotlivého hlasového rozsahu na velmi hluboké, hluboké, střední a vysoké, tak se i kontratenorový rozsah hlasu rozděluje na velmi hluboký (cA = Kontraalt), hluboký (A = alt), střední (mS = mezzo-soprán) a vysoký (S = soprán). 
Hlasový rozsah kontratenoristů je tedy přibližně: c - a3 (C3 - A6).
Kontratenoristé mohou zpívat velmi vysoké tóny, které běžně spadají do ženského rozsahu, a díky jejich kráse tzv. „andělského hlasu“ dnes zpívají i role určené pro (především v opeře) barokní kastráty. Ve skutečnosti však zpívání ve falzetové poloze údajně kontratenorové technice škodí.

## Slavní kontratenoristé 20.–21. století
- Alfred Deller (1912–1979)
- Russell Oberlin (1928–2016)
- Peter Giles (1939–)
- James Bowman (1941–)
- Paul Esswood (1942–)
- Henri Ledroit (1946–1988)
- René Jacobs (1946–)
- Wim Mertens (1953–)
- Jochen Kowalski (1954–)
- Michael Chance (1955–)
- Dominique Visse (1955–)
- Gérard Lesne (1956–)
- Derek Lee Ragin (1958–)
- Marco Lazzara (1962–)
- Brian Asawa (1966–2016)
- David Daniels (1966–)
- Andreas Scholl (1967–)
- Bejun Mehta (1968–)
- Jan Mikušek (1970–)
- Lawrence Zazzo (1970–)
- Luc Arbogast (1975–)
- Adam Lopez (1975–)
- Jakub Burzyński (1976–)
- Max Emanuel Cenčić (1976–)
- Xavier Sabata (1976–)
- Pavel Rudolf Plasche (1977–)
- Philippe Jaroussky (1978–)
- Lestyn Davies (1979–)
- Vitas (1979–)
- Christophe Dumaux (1979–)
- Florin Cezar Ouatu (1980–)
- Mathieu Salama (1980–)
- Franco Fagioli (1981–)
- David Hansen (1981–)
- Valer Barna-Sabadus (1986–)
- Jakub Józef Orliński (1990–)
- Mitch Grassi (1992–)
- Dimaš Kudajbergen (1994–)
- Vojtěch Pelka (1999–)

## Slavné kontratenorové árie a role
- Píseň O Solitude (Henry Purcell)
- Píseň Music for a While z cyklu Orpheus Britannicus (Purcell)
- Artaserse, opera od Leonarda Vinciho, která obsahuje množství rolí pro kontratenor
- Adone, La catena d'Adone (Domenico Mazzocchi)
- Atlante, Alceste, Il palazzo incantato (Luigi Rossi)
- Joad, Athalia (Georg Friedrich Händel)
- La Fortuna,[2] Giustino, (Händel)
- Childerico,[3] Faramondo, (Händel)
- David,[4] Saul (Händel)
- Xerxes: árie Ombra mai fu, Serse (Händel)
- Rinaldo: árie Lascia ch'io pianga, Rinaldo (Händel)
- Athamas, Semele (Händel)
- Joseph, Joseph and his Brethren (Händel)
- Hamor, Jephtha (Händel)
- Chiamo il mio ben così, Orfeus a Eurydika (Christoph Willibald Gluck)
- Orfeus: Che farò senza Euridice, Orfeus a Eurydika (Gluck)
- Cherubín: Non so più cosa son, cosa faccio, Figarova svatba (Wolfgang Amadeus Mozart)
- Cherubín: Voi che sapete, Figarova svatba (Mozart)
- A Chlorys (Reynaldo Hahn)
- Oberon, Sen noci svatojánské (Benjamin Britten)
- Hlas Apolla, Smrt v Benátkách (Britten)
- David, Chichester Psalms (Leonard Bernstein)
- Annas, Jesus Christ Superstar (Andrew Lloyd Webber)
- Kněz, Taverner (Peter Maxwell Davies)
- Smrt, Ithuriel, Rafael, Ztracený ráj (Krzysztof Penderecki)
- Prince Go-Go,[5] Le Grand Macabre (György Ligeti)
- Edgar,[6] Lear (Aribert Reimann)
- Herald, Medea (Reimann)
- Akhnaten, Akhnaten (Philip Glass)
- Vojenský guvernér, Noc v čínské opeře (Judith Weirová)
- Mefistofeles, Historia von D. Johann Fausten (Alfred Schnittke)
- Vera Lomanová, Vera z Las Vegas (Daron Hagen)
- Uprchlík, Let (Jonathan Dove)
- Rafael, Tobiáš a anděl (Dove)
- Liška/Vozka, Pinocchiova dobrodružství (Dove)
- Host, Hlas za scénou, Luci mie traditrici (Salvatore Sciarrino)
- Kreon, Freispruch für Medea (Rolf Liebermann)
- Franz, Fritz, Experiment doktora Oxe (Gavin Bryars)
- Adschib („the Wayward“), L'Upupa und der Triumph der Sohnesliebe (Hans Werner Henze)
- Artemis (rôle travesti), Phaedra (Henze)
- Trinculo, Bouře (Thomas Adès)
- Prospero, Ferdinand, Kouzelný ostrov (pasticcio)[7]
- První anděl/chlapec, Written on Skin (George Benjamin)
- Biskup Baldwin, Gawain (Harrison Birtwistle)
- Orpheus, The Second Mrs Kong (Birtwistle)
- Hadí kněžka a 2 nevinní, Minotaur (Birtwistle)
- Odysseus, Sirenen (Rolf Riehm)
- Terry, Marnie (Nico Muhly)